# Patio dei Leoni

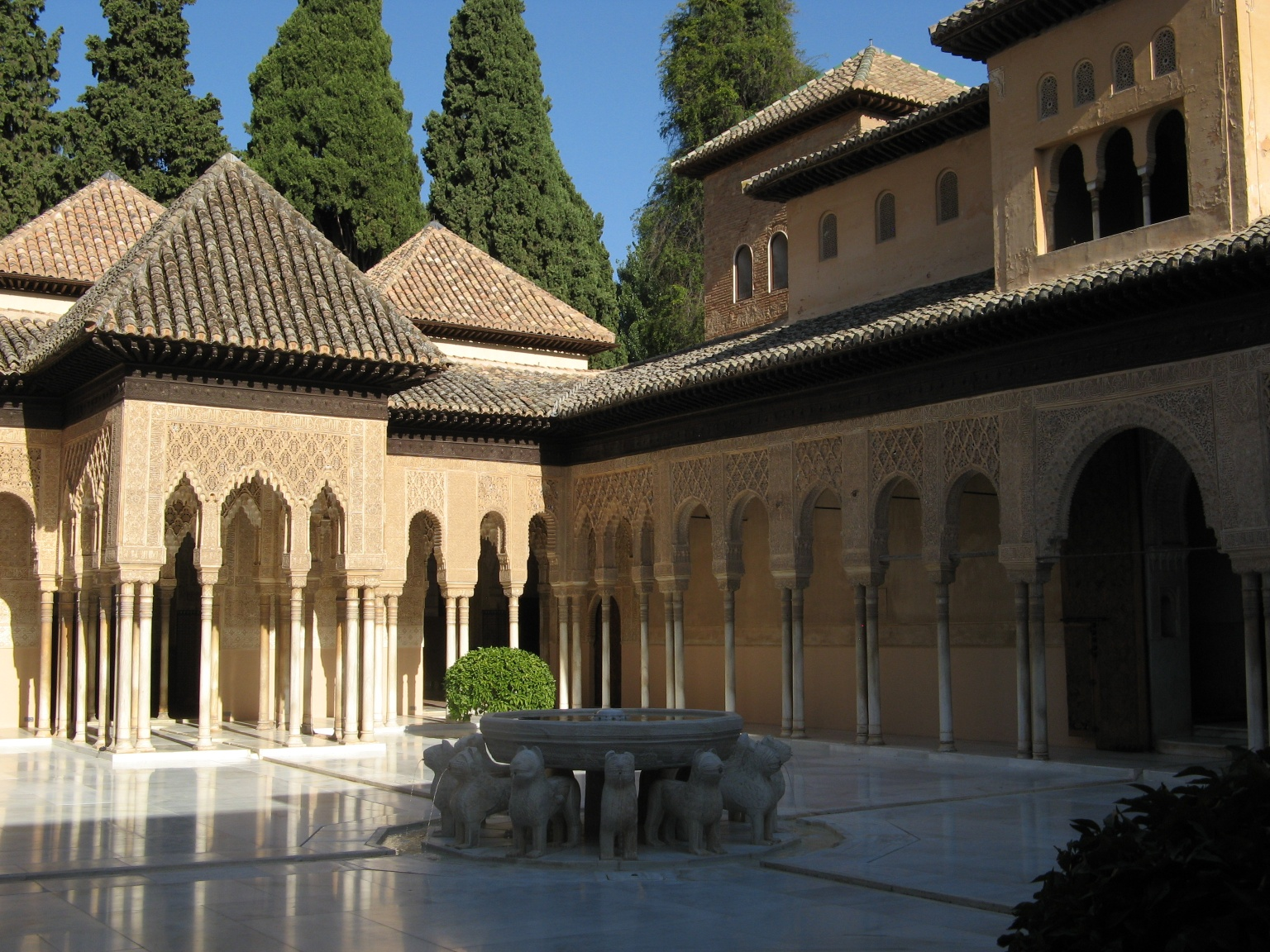
Dopo il restauro (2012)

Patio dei Leoni nel 1910

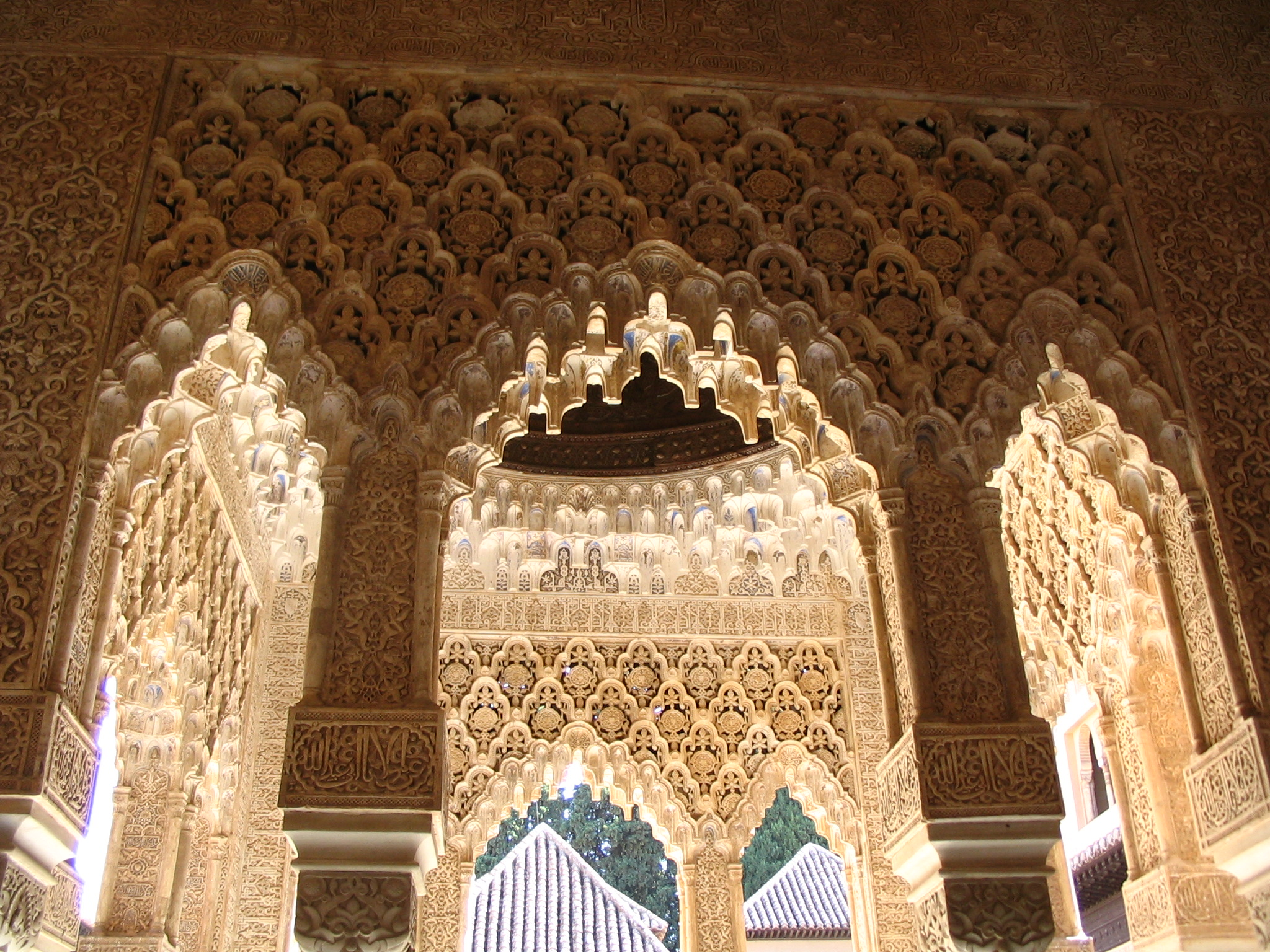
Decorazione e archi sebka

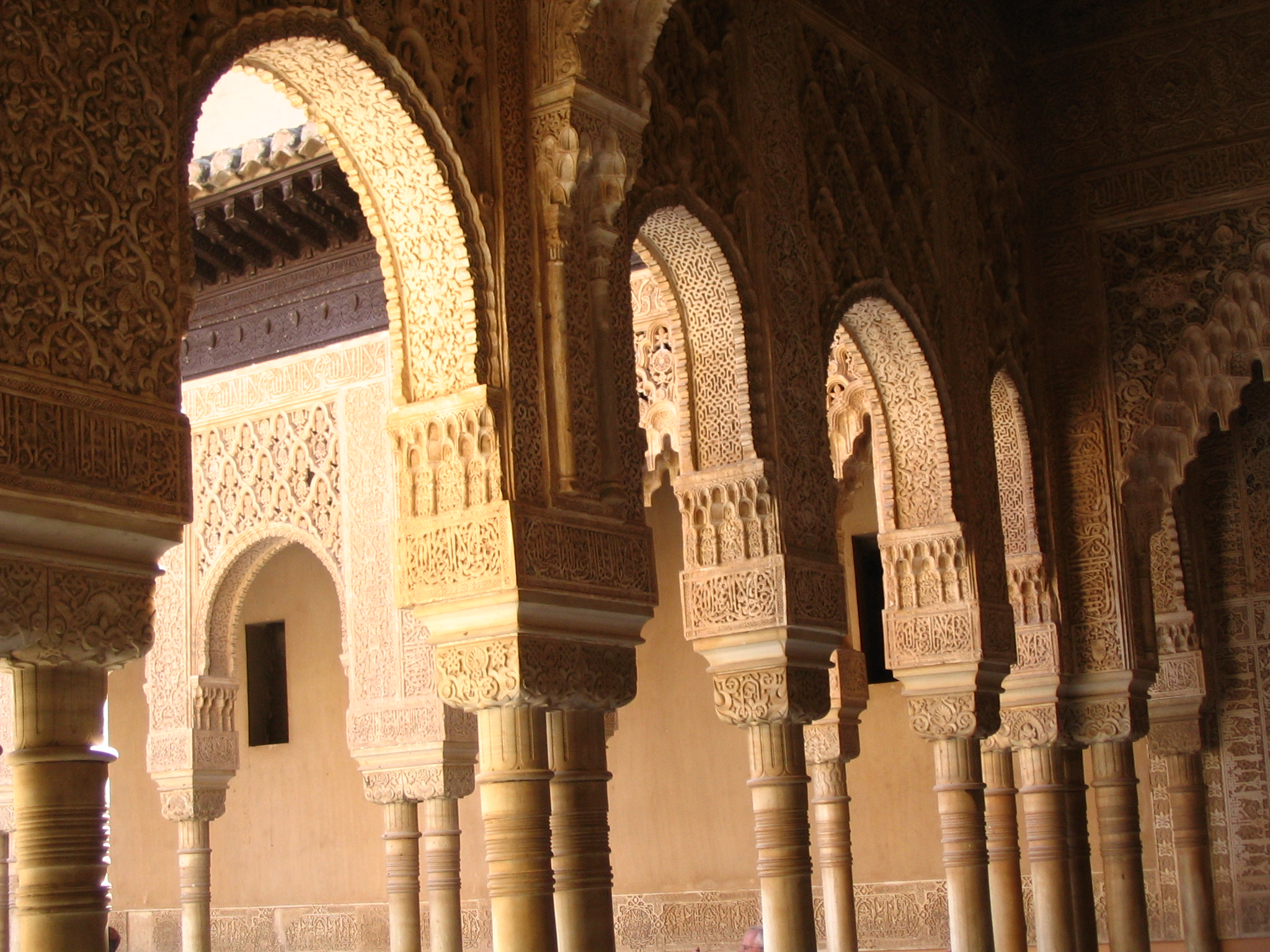
Archi su colonnine della galleria

Il Patio dei Leoni (in spagnolo Patio de los Leones; in arabo بهو السباع‎?) è il patio principale del Palazzo dei Leoni nel cuore dell'Alhambra, la cittadella moresca formata da un complesso di palazzi, giardini e fortezze a Granada, in Spagna. Fu commissionata dal sultano Nasride Muhammad V dell'Emirato di Granada ad Al-Andalus. La sua costruzione iniziò nel secondo periodo del suo regno, tra il 1362 e il 1391. Il sito fa ora parte della lista del patrimonio mondiale dell'UNESCO ed è inciso nei 2 euro commemorativi del 2011.

## Retaggio e influenze architettoniche
Il Palazzo dei Leoni, così come il resto delle altre nuove stanze costruite sotto Muhammad V, come il Mexuar o il Cuarto Dorado, rappresentò l'inizio di un nuovo stile, un'esuberante miscela di influenze moresche e cristiane che è stato chiamato stile Nasride. Durante il periodo in cui Muhammad V fu estromesso come sultano di Granada dal suo fratellastro, Abu-l Walid Ismail, scoprì in esilio una serie di nuove influenze estetiche che non erano nella lingua dei suoi predecessori, nemmeno nei suoi primi contributi all'arricchimento dei palazzi Nasridi dell'Alhambra. A Fes vide la moschea almoravide di Qarawiyyin, costruita da architetti marocchini. Lo splendore delle decorazioni, specialmente l'uso profuso dei muqarnas che un tempo avevano decorato i palazzi e le moschee di Al-Ándalus, sbalordirono l'ex sultano, così come le rovine della città romana di Volubilis, dove poté esaminare direttamente gli ordini classici, ornamenti romani e, soprattutto, disposizione dell'impluvio romano; le rovine romane di Volubilis erano particolarmente ben conservate poiché erano state abbandonate per un periodo nel Medioevo e successivamente riutilizzate come necropoli.
Muhammad divenne un alleato del suo amico personale, il re cristiano Pietro I di Castiglia, che lo aiutò a riconquistare il trono e sconfiggere gli usurpatori. Nel frattempo, fu anche stupito dalla costruzione del palazzo di Pietro I, l'Alcázar di Siviglia, costruito in stile mudéjar da architetti di Toledo, Siviglia e Granada. L'influenza di questo stile mudéjar del re Pietro nel futuro Palazzo dei Leoni sarebbe stata decisiva, in particolare la struttura e la disposizione delle stanze Qubba lungo i due assi del "Patio de las Doncellas" ("Patio delle fanciulle").

## Descrizione
Il patio dei Leoni ha un andamento oblungo, di 35 metri di lunghezza per 20 di larghezza, circondato da una bassa galleria sostenuta da 124 colonne di marmo bianco. Un padiglione sporge nel cortile a ciascuna estremità, con pareti filigranate e tetto a cupola chiara, ornato in modo elaborato. Il patio è pavimentato con piastrelle colorate e il colonnato con marmo bianco, mentre le pareti sono ricoperte, da terra fino all'altezza di 1,5 metri, con piastrelle azzurre e gialle, con un bordo sopra e sotto smaltato blu e oro. Le colonne che sostengono il tetto e la galleria sono disposte in modo irregolare, in un'ottica di effetto artistico e la forma dei pilastri e degli archi è molto aggraziata. Sono adornati da varietà di fogliame, ed altri motivi floreali. Sopra ogni arco c'è un grande quadrato di arabeschi e sopra i pilastri un altro quadrato di filigrana. Al centro del patio si trova la celebre Fontana dei Leoni, una vasca in alabastro sorretta dalle figure di dodici leoni in marmo bianco.
È stato sostenuto da Georges Marçais che la spaziatura di colonne e archi fosse impostata sulla sezione aurea, ma non ci sono prove evidenti che gli architetti musulmani l'abbiano mai usata. Invece, come postula Antonio Fernández-Puertas, i rettangoli utilizzati nella costruzione potrebbero essere stati basati su radici quadrate e radicali.

## Significato della struttura
La struttura del patio ha subito, come è stato detto, un'influenza diretta dal Patio de las Doncellas sivigliano, ma il suo significato e le sue origini fanno risalire le loro radici al primo giardino islamico, con il cortile diviso in quattro parti, ognuna delle quali simboleggia una delle quattro parti del mondo. Ogni parte è irrigata da un canale d'acqua che simboleggia i quattro fiumi del Paradiso. Questo cortile è, quindi, una materializzazione architettonica del Paradiso, dove i giardini, l'acqua e le colonne formano un'unità concettuale e fisica. Si dice che l'esile foresta di colonne rappresentasse le palme di un'oasi nel deserto, profondamente connessa con il Paradiso nell'immaginazione Nasride. Nella poesia di Ibn Zamrak sul bacino della fontana, un ulteriore significato è affermato chiaramente: "La fontana è il Sultano, che soffoca con le sue grazie tutti i suoi sudditi e le terre, mentre l'acqua bagna i giardini".
Oggi il giardino fiorito è stato sostituito da un giardino secco di ciottoli, per non intaccare le fondamenta del palazzo con l'irrigazione. Ai tempi dei Nasridi, il pavimento delle aiuole era leggermente più basso del livello generale e l'effetto visivo era come un arazzo di fiori, poiché la parte superiore delle piante veniva tagliata allo stesso livello del cortile, e queste erano accuratamente scelte per coprire una miriade di sfumature di colore.

## Fontana dei Leoni

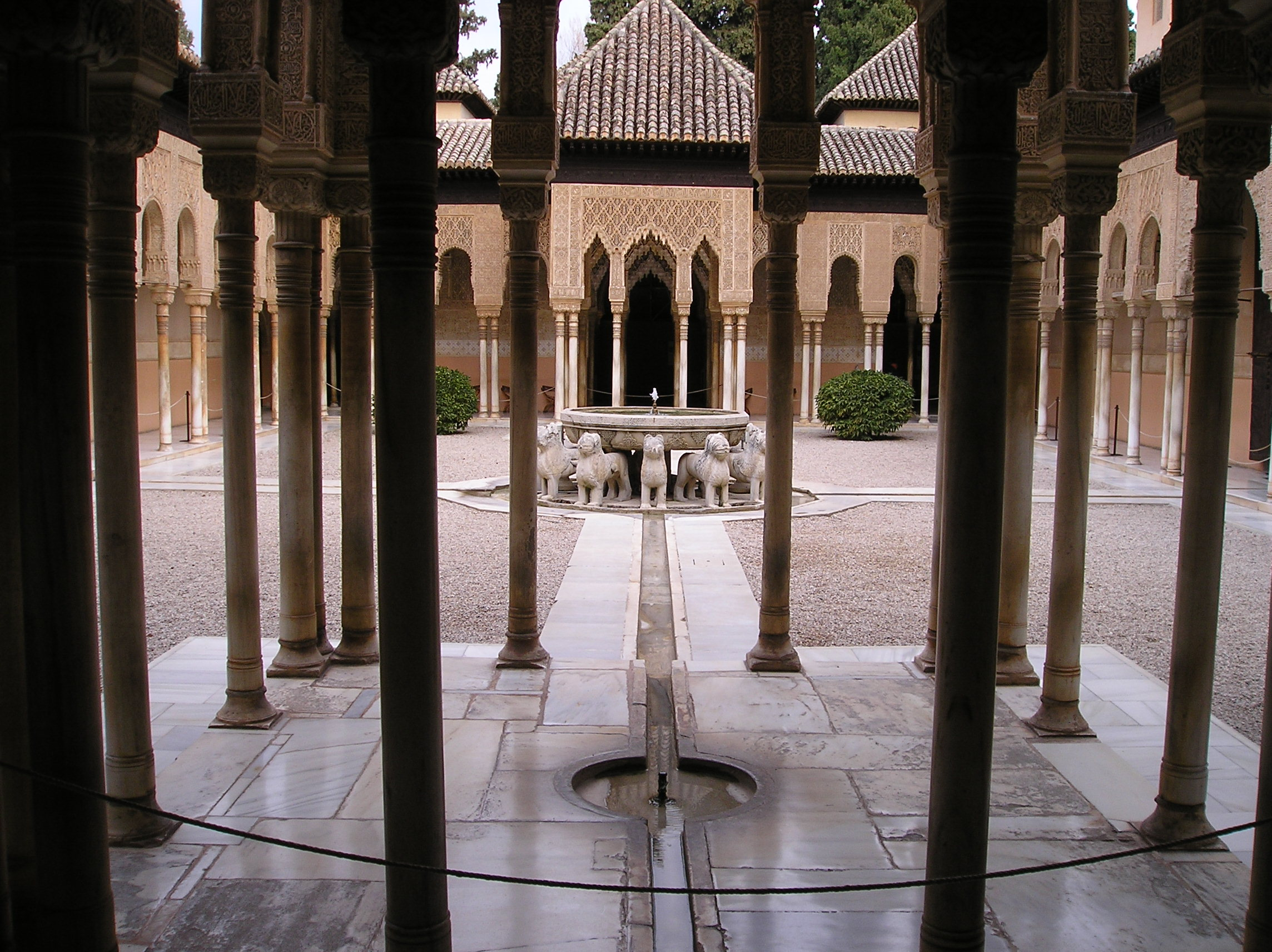
La fontana

Alcune ricerche suggeriscono che i leoni dell'XI secolo della Fontana dei Leoni provenissero dalla casa del visir ebreo Yusuf ibn Nagrela († 1066). Non si sa se furono realizzati prima della sua morte, ma all'epoca fu accusato di voler costruire un palazzo più grande di quello del re. Sono grandi come sculture di animali nell'arte islamica, ma come in altri siti di al-Andalus come la precedente Madinat al-Zahra' vicino a Cordova, ci sono più animali. Il Grifone di Pisa è ancora più grande.
C'è una descrizione quasi esatta della fontana originale, scritta dal poeta Avicebron nell'XI secolo. Rappresentano le Dodici tribù di Israele, due di loro hanno un triangolo sulla fronte, che indica le due tribù esistenti Giuda e Levi. I leoni sono stati rimossi nel 2007 per il restauro eseguito in studio mentre la fontana è stata restaurata in situ. Sono stati rimessi a posto nel luglio 2012 dopo la ricostruzione del tradizionale sistema di scorrimento dell'acqua del Patio dei Leoni.

### Estratto della poesia di Ibn Zamrak sul bacino
Il poeta e ministro Ibn Zamrak scrisse una poesia, per descrivere la bellezza del patio, che è scolpita intorno al bordo del bacino:
بِذَوْبِ لُجَيْنِ سَالَ بَيْنَ جَوَاهِرٍ   غَدَا مِثلَهَا في احُٰسْنِ أبْيَضَ صَافِيَا
تَشَابه جَارٍ لِلْعُيُونِ بِجَامِدٍ   فَلَمْ نَدْرِ أَيَّاً مِنْهُمَا كَانَ جَارِيَا
أَلَمْ تَرَ أَنَّ المَاءَ يَجْري بِصَفْحِهَا   وَﻻكِنَّهَا سَدَّتْ عَلَيْهِ المَجَارِيَا 
كَمِثْلِ مُحِبٍّ فَاضَ بِالدَّمْعِ جَفْنُهُ   وَغَيَّضَ ذَاكَ الدَّمْعَ إِذْ خَافَ وَاشِيَا»
E il suo argento liquido va sulle margherite, sciolto e ancora più puro.
Duro e morbido sono così vicini che sarebbe difficile distinguerli
liquido e solido, marmo e acqua. Quale è in esecuzione?
Non vedi come l'acqua trabocca dai confini
e gli scarichi avvisati sono qui contro?
Sono come l'amante che invano
cerca di nascondere le sue lacrime alla sua amata.»
(Ibn Zamrak)